# Francis Thomas Hurley
Francis Thomas Hurley (12 de gener de 1927-10 de gener de 2016) va ser un prelat nord-americà de l'Església catòlica. Va exercir com a arquebisbe d'Anchorage (Alaska) de 1976 a 2001.

## Biografia
Francis Hurley va néixer en San Francisco, Califòrnia, i va ser ordenat al sacerdoci el 16 de juny de 1951.
El 4 de febrer de 1970, va ser nomenat Bisbe auxiliar de Juneau, Alaska, i bisbe Titular de Daimlaig pel papa Pau VI. Hurley va rebre el seu consagració episcopal el 19 de març pel bisbe Marca Hurley, juntament amb els bisbes William McManus, i Joseph Bernardin, i futur Cardenal, que va servir com co-consegradors.
Més tard va ser nomenat el segon bisbe de Juneau el 20 de juliol de 1971, i sent oficialment com a tal el 8 de setembre. Durant el seu mandat, Hurley va estendre el seu ministeri fins a les comunitats més petites i remotes de la diòcesi, i va ajudar a l'aplicació de les reformes del Concili Vaticà II, en promoure funcions més actives pels laics.
El papa Pau el va nomenar com el segon arquebisbe d'Anchorage el 4 de maig de 1976. Hurley va ser oficialment nomenat el 8 de juliol d'aquest mateix any, i va mantenir aquest càrrec durant vint-i-quatre anys, fins que finalment va renunciar el 3 de març de 2001.
L'arquebisbe Hurley també era un pilot d'avions.